# Whity
Whity is een West-Duitse western uit 1971 onder regie van Rainer Werner Fassbinder.

## Verhaal
Whity is een zwarte huisknecht in het gezin Nicholson. Vader Benjamin Nicholson is hertrouwd met de jonge, knappe Katherine. Uit een vorig huwelijk heeft hij twee zoons. Frank is homoseksueel en Davy is nogal sloom. Whity voert gehoorzaam alles uit wat de Nicholsons hem opdragen, totdat de gezinsleden hem vragen om elkaar te vermoorden.

## Rolverdeling
| Acteur                   | Personage                     |
| ------------------------ | ----------------------------- |
| Ron Randell              | Benjamin Nicholson            |
| Hanna Schygulla          | Hanna                         |
| Katrin Schaake           | Katherine Nicholson           |
| Harry Baer               | Davy Nicholson                |
| Ulli Lommel              | Frank Nicholson               |
| Tomás Martín Blanco      | Mexicaanse neparts            |
| Stefano Capriati         | Rechter                       |
| Elaine Baker             | Marpessa                      |
| Mark Salvage             | Sheriff                       |
| Helga Ballhaus           | Vrouw van de rechter          |
| Günther Kaufmann         | Whity                         |
| Rainer Werner Fassbinder | Salongast (niet-gecrediteerd) |
| Kurt Raab                | Pianist (niet-gecrediteerd)   |